# Parafia Zakonna Matki Boskiej Nieustającej Pomocy w Starogardzie Gdańskim
Parafia Zakonna Matki Boskiej Nieustającej Pomocy w Starogardzie Gdańskim – parafia Polskiego Narodowego Katolickiego Kościoła w RP. Msze Święte odbywają się w niedziele i święta o godz. 11:30, w soboty o godz. 17:30, zaś w tygodniu o godz. 18:00. Proboszczem parafii jest ks. Rafał Gęmborys.